# Oblo Brdo (Bileća, BiH)
Oblo Brdo naseljeno je mjesto u općini Bileća, Republika Srpska, Bosna i Hercegovina.

## Stanovništvo

### Popisi 1971. – 1991.
| Oblo Brdo     |              |               |               |
| godina popisa | 1991.        | 1981.         | 1971.         |
| Srbi          | 73 (100,0 %) | 140 (100,0 %) | 191 (100,0 %) |
| ukupno        | 73           | 140           | 191           |

### Popis 2013.
| Oblo Brdo     |              |
| godina popisa | 2013.        |
| Srbi          | 19 (100,0 %) |
| ukupno        | 19           |

## Vanjske poveznice
- Službene mrežne stranice općine Bileća